# Gnomidolon cingillum
Gnomidolon cingillum là một loài bọ cánh cứng trong họ Cerambycidae.